# OWRK-Verfahren
Das OWRK-Verfahren, benannt nach Owens, Wendt, Rabel und Kaelble, ist ein Verfahren zur Bestimmung der polaren und dispersen Anteile der Oberflächenenergie von Festkörpern. Um das Verfahren anwenden zu können, ist es nötig, den Kontaktwinkel von mindestens zwei Prüfflüssigkeiten auf der zu messenden Probe zu bestimmen.

## Notwendige Daten
Für die Berechnung ist die Kenntnis über die polaren und dispersen Anteile der Oberflächenspannung der Prüfflüssigkeit vorausgesetzt. Des Weiteren muss der statische Kontaktwinkel {\displaystyle \Theta } zwischen zwei Prüfflüssigkeiten und der zu vermessenden Oberfläche bestimmt werden.
| Flüssigkeit               | Oberflächenspannung ({\displaystyle \sigma _{l}}) in mN/m = 10−3 N/m | Disperse Anteile ({\displaystyle \sigma _{l}^{d}}) in mN/m = 10−3 N/m | Polare Anteile ({\displaystyle \sigma _{l}^{p}}) in mN/m = 10−3 N/m |
| ------------------------- | -------------------------------------------------------------------- | --------------------------------------------------------------------- | ------------------------------------------------------------------- |
| Wasser                    | 72,8                                                                 | 21,8                                                                  | 51,0                                                                |
| Diiodmethan               | 50,8                                                                 | 50,8                                                                  | 0,0                                                                 |
| Ethylenglycol             | 47,7                                                                 | 30,9                                                                  | 16,8                                                                |
| Glycerin                  | 63,4                                                                 | 37,0                                                                  | 26,4                                                                |
| Hexadecan                 | 27,6                                                                 | 27,6                                                                  | 0,0                                                                 |
| 1-Bromnaphthalin          | 44,6                                                                 | 44,6                                                                  | 0,0                                                                 |
| Benzylalkohol             | 38,9                                                                 | 29,0                                                                  | 9,9                                                                 |
| Decalin (Isomerengemisch) | 30,6                                                                 | 30,6                                                                  | 0,0                                                                 |
| cis-Decalin               | 32,2                                                                 | 32,2                                                                  | 0,0                                                                 |
| trans-Decalin             | 29,9                                                                 | 29,9                                                                  | 0,0                                                                 |

## Vorgehen
Zunächst muss die von Owens und Wendt ermittelte Gleichung linearisiert werden, wodurch sich die folgende Form ergibt:
{\displaystyle {\frac {\sigma _{l}(1+\cos(\Theta ))}{2{\sqrt {\sigma _{l}^{d}}}}}={\sqrt {\sigma _{s}^{d}}}+{\sqrt {\sigma _{s}^{p}}}{\sqrt {\frac {\sigma _{l}^{p}}{\sigma _{l}^{d}}}}}
Nun wird {\displaystyle {\frac {\sigma _{l}(1+\cos(\Theta ))}{2{\sqrt {\sigma _{l}^{d}}}}}}auf die Y-Achse eines Koordinatensystems aufgetragen. Demgegenüber wird {\displaystyle {\sqrt {\frac {\sigma _{l}^{p}}{\sigma _{l}^{d}}}}}auf die X-Achse aufgetragen. Setzt man nun die entsprechenden Werte ein und führt eine lineare Regression durch, so können die polaren und dispersen Anteile der Oberflächenenergie aus Y-Achsenabschnitt und Steigung berechnet werden. Der Y-Achsenabschnitt {\displaystyle (={\sqrt {\sigma _{s}^{d}}})} entspricht der Wurzel der dispersen Anteile der Oberflächenenergie. Die Steigung{\displaystyle (={\sqrt {\sigma _{s}^{p}}})} entspricht der Wurzel der polaren Anteile der Oberflächenenergie. Die gesamte Oberflächenenergie des Festkörpers berechnet sich als Summe von polaren und dispersen Anteilen.